# Mylabris deferreri
Mylabris deferreri is een keversoort uit de familie van oliekevers (Meloidae). De wetenschappelijke naam van de soort is voor het eerst geldig gepubliceerd in 2004 door Ruiz & García-París.